# Purke Tudo num Mundo É Vaidade
Purke Tudo num Mundo é Vaidade (linguagem coloquial para Porque Tudo no Mundo é Vaidade) é o quarto trabalho lançado pelo grupo de rap brasileiro Trilha Sonora do Gueto, sucedendo ao DVD Kumigu kem kise, Kontra mim kem Puder. Foi lançado em 2008 e 18 faixas inéditas.

## Faixas
1. Abertura (Sonhei)
2. Padre Nuestro
3. U Crime Num Compensa
4. Seu Filho Tá Sofrendo
5. Deus é Brazilero
6. V.L. du Ramaiz
7. As Vaidade du Mundu
8. Lokazoras
9. Face Oculta
10. Sua Maneira
11. Fusão Leste Sul
12. Interlúdio
13. Já Era a Igreja, A Igreja Já Era
14. Eu Dô a Fita
15. Na Trilha
16. U Ki Elas Kerem
17. Swing
18. Coração di V.L. Num Bati, Balança